# یواس‌اس واشنگتون (۱۷۷۶ جنگی)
یواس‌اس واشینگتن (۱۷۷۶ (به انگلیسی: USS Washington (1776 frigate)) یک کشتی بود که طول آن ۱۳۲ فوت ۹ اینچ (۴۰٫۴۶ متر) بود. این کشتی در سال ۱۷۷۶ ساخته شد.